# 김영석 (1951년)
김영석(金永錫, 1951년 10월 13일 ~ )은 대한민국의 정치인이다. 제18·19·20대 경상북도 영천시장이다.

## 생애
육군 소령으로 예편한 뒤 영사관과 대사관 등에서 일했다. 2007년 12월 19일 17대 대선과 동시에 치러진 경상북도 영천시장 재선거에서 무소속으로 출마하여 당선되었다. 2008년 1월 2일 한나라당에 입당하였다.

## 학력
- 금호초등학교
- 금호중학교
- 성광고등학교(대구 북구 복현동 소재)
- 육군사관학교(31기)
- 육군보병학교 졸업(1976년)
- 한국외국어대학교 영어학과 학사(1981년)
- 육군공병학교 졸업(1982년)
- 육군포병학교 졸업(1983년)
- 연세대학교 행정대학원 외교안보학과 행정학 석사(1986년)

### 비학위 수료
- 서울대학교 행정대학원 과학기술정책과정 수료

## 경력
- 육군 소령 예편
- 1988년 ~ 1989년 6월 : 정부파견 나이지리아 대통령 경호실 교관
- 1990년 8월 ~ 1993년 8월 : 외교통상부 하와이주재 대한민국 총영사관 영사
- 1995년 8월 ~ 1998년 8월 : 나이지리아주재 대한민국대사관 참사관
- 2001년 12월 ~ 2004년 6월 : 불가리아주재 대한민국대사관 참사관
- 2004년 7월 ~ 2007년 6월 : 국가안보전략연구소 연구위원
- 2007년 6월 ~ 2007년 10월 : 박근혜 前 한나라당 대표 특별보좌관
- 주불가리아 대사관 참사관
- 주나이지리아 대사관 참사관
- 녹색회 경북지부장
- 2007년 12월 20일 ~ 2018년 6월 30일 : 제18·19·20대 경상북도 영천시장 (무소속→한나라당→새누리당→자유한국당)
- 2008년 9월 ~ 2010년 8월 : 동국대학교(경주) 사회대학 정치행정학부 겸임교수

## 역대 선거 결과
|  | 24.51% |

|  | 65.74% |

|  | 62.18% |